# Les Dunes (Torroella de Montgrí)
Les Dunes és una urbanització del municipi de Torroella de Montgrí al Baix Empordà. Fou bastida arran de la carretera de l'Estartit (Gi-641) poc abans del km 3. Rep el nom de les Dunes de Torroella situades a una mica més d'un centenar de metres al nord. Tenen força interès històric els masos fortificats propers com són el Mas Ral, la Torre Quintaneta, el Mas Sobirà i la Torre Martina per esmentar-ne els més propers.
El 1963 hi van començar a viure els primers residents. Amb el temps les cases han esdevingut habitatge habitual de residents de Torroella de Montgrí, amb un centenar d'habitatges construïts.
Els records de les primeres famílies sabadellenques que s'hi van establir a la dècada dels 60 estan recollits al llibre Els Estius d’or, que abraça els records de la infantesa i adolescència d'alguns primers habitants, entre els anys 1964 i 1979.